# Qozlubulaq
Qozlubulaq è un comune dell'Azerbaigian situato nel distretto di Şəki. Conta una popolazione di 755 abitanti.